# 佩斯卡玛号事件
佩斯卡玛号事件是1996年韩国远洋渔船佩斯卡玛号（Pescamer）上的六名中国朝鮮族海员因受辱，杀害11人的案件。

## 经过
1996年6月16日，七名中国朝鲜族人士及十名印尼籍船员登上韩国太阳渔业公司下属的渔船佩斯卡玛号，在南太平洋进行金枪鱼捕捞作业。佩斯卡玛号注册地为洪都拉斯。船上有七名韩国籍船员，除大副李仁锡外，船长崔基泽及其他人对中国籍船員及十名印尼籍船员频繁殴打、体罚、羞辱。中国籍船員崔万峰后选择讨好韩国人而得到较好待遇。四名印尼籍船员决定放弃高额押金預備中途下船。除崔万峰外的六名中国人随后也选择預備下船，但在写下放弃押金保证书并签名后，被船长篡改为企图杀害船长遭到驱逐才放棄押金。佩斯卡瑪號的韩国籍管理層决定以篡改的文书为由将六名中国籍船员移交西萨摩亚监狱。在求情不成后，六名中国船员杀害了除李仁锡以外的六名韩国籍船員。目击杀人的三名印尼籍船员为自保，将中途搭顺风船的无辜者，韩国籍的崔东浩也投入海中。另三名印尼籍船員和與船隻管理層站在同一陣綫的崔万峰最终也被六名中国籍嘩變船員投入海中。六名中国籍船員决定将船驶往日本。随后李仁锡和目击杀人的三名印尼船员将嘩變六人焊死在船艙内，并通知日本政府。渔船被日本海岸警卫队拦截转交给韩国海警，船隻被拖至釜山港。

## 审判
韩国法院一审判处六名中国船员死刑。劳动律师文在寅决定无偿为中国船员提供法律援助，在联系中国朝鲜族律师赵峰后，获得了事件的更多訊息。文找到了船长殴打船员致重伤的前科记录，以及先行离船的印尼船员对韩国船员殴打的起诉书。二审结果除船員全在千维持死刑外，其余五人改判无期徒刑。全在千之后也获得了韩国总统卢武铉的赦免，改服无期徒刑。